# Kókusz Kokó, a kis sárkány (film)
A Kókusz Kokó, a kis sárkány (Der kleine Drache Kokosnuss) 2014-ben bemutatott német 3D-s számítógépes animációs film, amelyet Hubert Weiland és Nina Wels rendezett. Az animációs játékfilm producere Gabriele Walther. A forgatókönyvet Mark Slater és Gabriele Walther írta, a zenéjét Danny Chang és Stefan Maria Schneider szerezte. A mozifilm Caligari Film- und Fernsehproduktions és Zweites Deutsches Fernsehen gyártásában készült, a  forgalmazásában Universum Film jelent meg, magyar változatban az ADS Service forgalmazta. Műfaja kalandfilm. 
Németországban 2014. december 18-án, Magyarországon 2015. október 22-én mutatták be a mozikban.

## Szereplők
| Szereplő          | Szereplő   | Eredeti hang           | Magyar hang          |
| magyarul          | németül    | Eredeti hang           | Magyar hang          |
| ----------------- | ---------- | ---------------------- | -------------------- |
| Kókusz Kokó       | Kokosnuss  | Max von der Groeben    | Pál Dániel Máté      |
| Oszkár            | Oskar      | Dustin Semmelrogge     | Straub Martin        |
| Matilda           | Matilda    | Carolin Kebekus        | Szűcs Anna Viola     |
| Jörgen nagypapa   | Opa Jörgen | Fred Maire             | Barbinek Péter       |
| Kókusz Kokó apja  | Magnus     | Robert Missler         | Lippai László        |
| Kókusz Kokó anyja | Mette      | Sabine Falkenberg      | Urbán Andrea         |
| Bélus             | Herbert    | Reinhard Scheunemann   | Szabó Máté           |
| Adél              | Adele      | Claudia Michelsen      | Kocsis Mariann       |
| Szakács           | Chef       | Gudo Hoegel            | Varga Gábor          |
| Nagy Bo           | Big Bo     | Tilo Schmitz           | Szabó Sipos Barnabás |
| Mini mo           | Mini Mo    | Michael Wiesner        | Berecz Kristóf Uwe   |
| Bálint            | Balduin    | Pierre Peters-Arnolds  | Széles Tamás         |
| Korom asszony     | Frau Klaue | Philine Peters-Arnolds | Kocsis Judit         |
| Korom úr          | Herr Klaue | Tobias Lelle           | Vida Péter           |
| Rózsika tanárnő   | Proselinde | Kerstin Sanders        | Molnár Piroska       |
| Ananász           | Ananas     | Sarah Alles            | Gyarmati Laura       |

## Televíziós megjelenések
Minimax 